# Ratiopharm Ulm
Ratiopharm Ulm (Eigenschreibweise: ratiopharm ulm) ist ein deutscher Basketballverein, der in der Basketball-Bundesliga spielt und 2001 aus dem Sportverein SSV Ulm 1846 hervorgegangen ist. Die Heimspiele des Vereins werden in der Ratiopharm-Arena ausgetragen. Der Hauptsponsor und Namensgeber ist der Arzneimittelkonzern Ratiopharm, der seinen Hauptsitz in Ulm hat.

## Geschichte
Unter dem Namen SSV Ratiopharm Ulm trat die Mannschaft zuletzt in der Saison 2000/01 auf, als sie noch unter dem Dachverein des SSV Ulm 1846 stand. Im Zuge der finanziellen Lage und der immer größer werdenden Selbstständigkeit des Vereins wurde der Basketballclub ausgegliedert und mit der Neugründung der Basketball Ulm/Alb-Donau GmbH (später BBU’01 GmbH) von Thomas Stoll, Andreas Oettel, Ralf Buck und Werner Sailer von Grund auf neu strukturiert. Während Buck und Sailer später ausstiegen, wurden Stoll und Oettel zu den Bauherren des Aufschwungs des Ulmer Basketballs in den folgenden Jahren. Stoll und Oettel hielten mit Stand November 2024 über ihre gemeinsame Firma noch 66,66 Prozent der Anteile an der BBU’01 GmbH. Seit der Saison 2001 lautet der Name der zu dieser Zeit in der 2. Basketball-Bundesliga spielenden Mannschaft Ratiopharm Ulm.
| Saison  | Liga       | Platz | Spiele | S  | N  | PlayOffs          | Pokal         | International            |
| ------- | ---------- | ----- | ------ | -- | -- | ----------------- | ------------- | ------------------------ |
| 2001/02 | 2. BBL Süd | 7     | 30     | 18 | 12 |                   |               |                          |
| 2002/03 | 2. BBL Süd | 3     | 32     | 26 | 6  |                   |               |                          |
| 2003/04 | 2. BBL Süd | 2     | 30     | 26 | 4  |                   |               |                          |
| 2004/05 | 2. BBL Süd | 2     | 30     | 24 | 6  |                   |               |                          |
| 2005/06 | 2. BBL Süd | 1     | 30     | 29 | 1  |                   |               |                          |
| 2006/07 | BBL        | 12    | 34     | 16 | 18 |                   | Viertelfinale |                          |
| 2007/08 | BBL        | 12    | 34     | 16 | 18 |                   | Viertelfinale |                          |
| 2008/09 | BBL        | 5     | 34     | 21 | 13 | Viertelfinale     | Achtelfinale  |                          |
| 2009/10 | BBL        | 13    | 34     | 13 | 21 |                   |               |                          |
| 2010/11 | BBL        | 14    | 34     | 12 | 22 |                   |               |                          |
| 2011/12 | BBL        | 2     | 34     | 27 | 7  | Finale            | 3. Platz      |                          |
| 2012/13 | BBL        | 3     | 34     | 24 | 10 | Halbfinale        | Finale        | EuroCup (Viertelfinale)  |
| 2013/14 | BBL        | 6     | 34     | 20 | 14 | Viertelfinale     | Finale        | EuroCup (Achtelfinale)   |
| 2014/15 | BBL        | 5     | 34     | 21 | 13 | Halbfinale        | Viertelfinale | EuroChallenge (1. Runde) |
| 2015/16 | BBL        | 7     | 34     | 21 | 13 | Vizemeister       |               | EuroCup (2. Runde)       |
| 2016/17 | BBL        | 1     | 32     | 30 | 2  | Halbfinale        | Viertelfinale | EuroCup (2. Runde)       |
| 2017/18 | BBL        | 10    | 34     | 16 | 18 |                   | Halbfinale    | EuroCup (Vorrunde)       |
| 2018/19 | BBL        | 6     | 34     | 20 | 14 | Viertelfinale     | Achtelfinale  | EuroCup (2. Runde)       |
| 2019/20 | BBL        | 10    | 20     | 10 | 10 | Halbfinale        | Halbfinale    | EuroCup (Vorrunde)       |
| 2020/21 | BBL        | 6     | 34     | 23 | 11 | Halbfinale        | Halbfinale    | EuroCup (Vorrunde)       |
| 2021/22 | BBL        | 5     | 34     | 22 | 12 | Viertelfinale     | Achtelfinale  | EuroCup (Viertelfinale)  |
| 2022/23 | BBL        | 7     | 34     | 28 | 16 | Deutscher Meister | Achtelfinale  | EuroCup (Viertelfinale)  |
| 2023/24 | BBL        | 4     | 34     | 24 | 10 | Viertelfinale     | Finale        | EuroCup (Achtelfinale)   |

### Saison 2001/02: Neuanfang in der 2. Bundesliga
Rainer Bauer wurde der erste Trainer nach der Neuaufstellung des Ulmer Spitzenbasketballs. Im ersten Pflichtspiel schlug die Mannschaft im DBB-Pokal Leipzig mit 114:50, verlor dann zum Auftakt der Zweitligasaison aber deutlich gegen Breitengüßbach (58:98). Die Saison schloss die Mannschaft um Kapitän Nils Mittmann auf dem fünften Tabellenplatz ab.

### Saison 2003/04: Bundesliga-Rückkehr knapp verfehlt
2003 wurde der zuvor in England tätige US-Amerikaner Mike Taylor als neuer Trainer verpflichtet, während dessen Vorgänger Bauer ins Amt des Co-Trainer rückte. Taylor, der seinen Landsmann Ed Williams als Spieler aus England mitbrachte, gab als Saisonziel den Aufstieg in die Bundesliga aus. Als Ulm (damals Tabellenzweiter) im Frühjahr 2004 in einem äußerst umkämpften Spitzenspiel Tabellenführer Tübingen 84:86 unterlag, war der Zug in Richtung Bundesliga-Rückkehr abgefahren.

### Saison 2005/06: Aufstieg in die Bundesliga
Der Wiederaufstieg in die Basketball-Bundesliga gelang im Jahr 2006. Mit nur einer Niederlage setzte sich der Verein gegen den direkten Konkurrenten Science City Jena durch. Zu den Leistungsträgern der Aufstiegsmannschaft zählen Jonathan Levy, Emeka Erege, Konrad Wysocki und Jeff Gibbs.

### Saison 2008/09: Erste Playoff-Teilnahme seit 10 Jahren
Nach dem Wiederaufstieg setzte sich Ulm im Mittelfeld der Liga fest und schaffte es in der Saison 2008/09 sogar, in die Play-offs der Hauptrunde zu gelangen. Dies war die erste Endrundenteilnahme seit zehn Jahren.

### Saison 2010/11: Vorzeitiges Ende der Ära Taylor
Im April 2011 teilte Trainer Mike Taylor (seit 2003 im Amt) öffentlich mit, dass sein Vertrag in Ulm nicht verlängert werde und gab Einzelheiten der Verhandlungen preis. Dieses Vorpreschen Taylors beantwortete die Vereinsführung kurz darauf mit der vorzeitigen Entlassung des US-Amerikaners, der in den vorherigen acht Jahren im Amt war und die Mannschaft in die Bundesliga zurückgeführt hatte. Taylor habe „durch seinen Alleingang eine Grenze überschritten“, warf Geschäftsführer Oettel dem US-Amerikaner vor. Taylor erhielt in Ulm vorübergehend Haus- und Hallenverbot.

### Saison 2011/12: Ratiopharm Arena und Finalteilnahme
Mit dem größten Umbruch des Vereins innerhalb der Saison 2011/12, der mit dem Umzug in die Ratiopharm Arena verbunden war und auch von einem Trainerwechsel begleitet wurde, gelang es der Mannschaft, die Hauptrunde als Tabellenzweiter und die anschließenden Playoffs als Vizemeister abzuschließen. Trainer Thorsten Leibenath und seiner Mannschaft war es zudem möglich, beim Pokalfinalturnier in Bonn den dritten Platz innerhalb des BBL-Pokals zu erreichen. Alle Playoff- sowie Saisonhauptrundenspiele in der Kuhberghalle sowie in der neuen Ratiopharm Arena waren durchweg ausverkauft, was einem Zuschauerzuwachs über die ganze Saison von 91,6 Prozent im Vergleich zur Saison 2010/11 darstellt.

### Saison 2012/13: Einzug ins Pokalfinale
In der Saison 2012/13 schafften es die Ulmer Basketballer bis ins BBL-Pokalfinale, wo sie allerdings Alba Berlin unterlagen. In der Meisterrunde erreichten sie das Halbfinale, wo man schließlich den EWE Baskets Oldenburg unterlag.

### Saison 2013/14: Pokalfinale in eigener Halle
Auch 2013/2014 konnte sich Ulm wieder in den Spitzengruppe der Liga etablieren. Die Hauptrunde beendeten die Mannen von Cheftrainer Leibenath auf dem sechsten Platz. Im Playoff-Viertelfinale traf Ulm anschließend auf Alba Berlin. Gegen die Albatrosse schied Ulm schließlich mit 1:3 Siegen aus. Im Pokal gelang der Einzug ins Finale in eigener Halle. Auch dort unterlag die Mannschaft Alba Berlin.

### Saison 2014/15: Erneute Halbfinal-Teilnahme
Auch in der Saison 2014/15 wurden wieder die Playoffs der Basketball-Bundesliga erreicht. Nach einem 3:2-Sieg in der Serie gegen die Telekom Baskets Bonn unterlag die Mannschaft im Halbfinale den Brose Baskets Bamberg glatt mit 0:3.
Maßgeblichen Einfluss auf den späten Erfolg in dieser Saison hatten die Nachverpflichtungen Brion Rush und vor allem der griechische Nationalspieler Ian Vougioukas, welcher von Galatasaray Istanbul im Januar 2015 nach Ulm stieß. Beide Spieler verließen allerdings, wie ein Großteil des Kaders, den Verein zum Saisonende wieder.

### Saison 2015/16: Rückkehr ins Finale
Der Beginn der Saison 2015/16 war mit einem großen personellen Umbruch im Kader verbunden – lediglich Per Günther, Joschka Ferner sowie einige Nachwuchsspieler standen im Vergleich zur Vorsaison erneut im Aufgebot. Der Saisonauftakt verlief katastrophal und nach einem Fehlstart mit sieben Niederlagen aus den ersten neun Begegnungen wurde der Kader durch den ehemaligen NBA-Profi Chris Babb sowie Pierria Henry entscheidend verstärkt.
Dennoch wurde der siebte Tabellenplatz der Basketball-Bundesliga erreicht, was mit einem neuerlichen Einzug in die Playoffs verbunden war. Im Viertelfinale der Playoffs gewannen sie gegen den Tabellenzweiten, die EWE Baskets Oldenburg mit 1:3 und zogen somit ins Halbfinale gegen den Dritten Frankfurt/Main ein. Überraschend setzte sich Ulm dort ebenfalls mit 3:1 durch und zog in das Finale 2016 gegen den Tabellenersten Bamberg ein. Dieses verloren die Ulmer mit 0:3 und wurden damit zum dritten Mal Vizemeister.

### Saison 2016/17: Ulmer auf Rekordjagd
Mit 25 Siegen in Folge stellte die Mannschaft am 12. März 2017 den Leverkusener Bundesliga-Startrekord aus der Saison 1969/70 ein. Am darauffolgenden Spieltag wurde mit einem Sieg über Berlin eine neue Bundesliga-Bestmarke erreicht. Durch den Sieg gegen Brose Bamberg am 26. März 2017 wurde eine über zwei Jahre ununterbrochen anhaltende Siegesserie der Bamberger (zumindest bei Heimspielen gegenüber deutschen Mannschaften) gebrochen. Die Bundesliga-Siegesserie der Ulmer endete am 8. April (68:83-Niederlage gegen Bayern München) nach zuletzt 27 gewonnenen Spielen. Die Mannschaft wurde Hauptrundensieger und schied im Halbfinale knapp gegen Oldenburg aus.

### Saison 2017/18: Rückschritt
In der Sommerpause wechselte İsmet Akpınar von Berlin nach Ulm. Mit dem Aufbauspieler wurde Per Günther der beste Nachwuchsspieler der Bundesliga-Saison 2016/2017 an die Seite gestellt. 16 Siege und 18 Niederlagen verbuchten die Ulmer während der Bundesliga-Punktrunde, das reichte nur für den zehnten Tabellenplatz in der Endabrechnung, womit die Meisterrunde verpasst wurde.

### Saison 2018/19: Ausrichtung auf Talentförderung
Im November 2018 begannen die Bauarbeiten für das Nachwuchs-, Leistungs- und Vereinszentrum am Neu-Ulmer Donauufer, dessen Kosten mit mehr als 23 Millionen Euro veranschlagt wurden. Noch während des laufenden Spieljahres, nämlich im März 2019, wurde in Hinblick auf die Folgesaison eine Veränderung der sportlichen Führung entschieden: Es wurde bekannt gegeben, dass Trainer Leibenath nach achtjähriger Amtszeit mit Beginn der Runde 2019/20 den Posten des Sportdirektors übernimmt, um auf diese Weise gemeinsam mit Sportdirektor Thomas Stoll „die sportliche Ausrichtung der Profimannschaft“ zu leiten sowie insbesondere die Förderung von Nachwuchsspielern voranzutreiben. Als langfristige Zielsetzung wurde ausgegeben, in der Förderung von Talenten in Europa zu den ersten Adressen zu gehören. Gleichzeitig wurde damit die Suche nach einem neuen Trainer begonnen, zu dessen Aufgaben unter anderem die Einbindung der jungen Spieler gehören würde. Das Saisonaus ereilte die Ulmer im Viertelfinale, als man in drei Spielen gegen Alba Berlin ohne Sieg blieb.

### Saison 2019/20: Lakovič kommt
Dem früheren Spielführer der slowenischen Nationalmannschaft, Jaka Lakovič, wurde das Cheftraineramt übertragen. Die Ulmer Mannschaftsleitung verband mit der Verpflichtung die Erwartung, die Entwicklung junger Spieler fortzuführen. Im März 2020 wurde die Saison aufgrund der Ausbreitung von COVID-19 unterbrochen. Bis dahin hatte Ulm in der Bundesliga eine ausgeglichene Bilanz von zehn Siegen und zehn Niederlagen. Damit stand man auf dem zehnten Tabellenplatz. Nach rund dreimonatiger Pause wurde die Saison im Juni 2020 in Turnierform wiederaufgenommen. Ulm erreichte dabei das Halbfinale, dort schied die Mannschaft gegen Ludwigsburg aus.

### Saison 2020/21: Ulm als Sprungbrett
Im Sommer 2020 gab die Geschäftsführung bekannt, dass wegen der wirtschaftlichen Unsicherheit aufgrund der COVID-19-Pandemie mit einer erheblichen Kürzung des Mannschaftshaushalts zu rechnen sei und große Sparmaßnahmen unumgänglich seien. Mitte Juli 2020 wurden die Geschäftsräume im Nachwuchs-, Leistungs- und Vereinszentrum am Neu-Ulmer Donauufer bezogen. Im November 2020 wechselte der Franzose Killian Hayes, der ein Jahr in Ulm gespielt hatte, zu den Detroit Pistons in die National Basketball Association (NBA). Die Ulmer schlossen die Bundesliga-Hauptrunde auf dem sechsten Platz ab, schalteten im Viertelfinale die höher gesetzten Oldenburger aus, ehe im Halbfinale gegen Titelverteidiger Berlin das Aus erfolgte.

### Saison 2021/22: Günther tritt ab
Da Trainer Lakovič und sein Assistent Tyron McCoy krank fehlten, wurde die Mannschaft Anfang Februar 2022 von Nachwuchstrainer Anton Gavel betreut. In vorherigen Spielen hatte McCoy die Leitung innegehabt, nachdem bei Lakovič eine COVID-19-Ansteckung festgestellt worden war. Die Spielzeit endete mit einer klaren Niederlage (0:3-Siege) im Bundesliga-Viertelfinale gegen Ludwigsburg. Mit der letzten Begegnung im Mai 2022 beendete das langjährige Ulmer Aushängeschild Per Günther mit seinem 500. Bundesliga-Einsatz seine Laufbahn. Auch Trainer Jaka Lakovič verließ Ulm, er nahm in der Sommerpause 2022 ein Angebot des spanischen Erstligisten CB Gran Canaria an.

### Saison 2022/23: Erste deutsche Meisterschaft
Neuer Trainer wurde Anton Gavel, der zuvor in der Ulmer Nachwuchsarbeit tätig gewesen war und unter anderem die dem Bundesligisten angeschlossene Mannschaft OrangeAcademy in der 2. Bundesliga ProB betreut hatte. Am Ende der Hauptrunde stand man mit 18 Siegen und 16 Niederlagen auf dem siebten Tabellenplatz. Im Viertelfinale setzte sich die Mannschaft gegen den Hauptrundenzweiten und amtierenden deutschen Meister Alba Berlin durch (3:1) und bezwang in der Vorschlussrunde (3:0) den FC Bayern München (Hauptrundendritter). Gavel führte Ulm dann zum ersten deutschen Meistertitel der Vereinsgeschichte, von den vier Endspielen gegen die Telekom Baskets Bonn (Erster der Hauptrunde) gewann man drei (3:1). Ulm sorgte für zwei Bundesliga-Neuerungen: Nie zuvor war es einer Mannschaft, die die Hauptrunde auf dem siebten Platz abgeschlossen hatte, gelungen, deutscher Meister zu werden. Nie zuvor hatte eine Mannschaft auf dem Weg zur Meisterschaft die ersten Drei der Hauptrunde aus dem Rennen geworfen. Ulms Yago dos Santos wurde als wertvollster Spieler der Finalserie ausgezeichnet. Der Brasilianer war mit einem Wert von 15 Punkten je Begegnung auch der beste Korbschütze der Meistermannschaft, dicht gefolgt von seinem Landsmann Bruno Caboclo, dem im Laufe des Spieljahres ein Mittelwert von 14,9 Punkten gelang. Überschattet wurde die Ulmer Meisterschaft vom Tod des langjährigen Mannschaftsbetreuers Andi Klee, der kurz nach dem Halbfinale gegen München tot aufgefunden worden war.

### Saison 2023/24: Endspielteilnahme im BBL-Pokal
Die Ulmer standen im Februar 2024 im deutschen Pokalendspiel, verloren dieses gegen den FC Bayern München.
Im März 2024 wurde in Hinblick auf die nachfolgende Spielzeit ein Trainerwechsel verlautbart: Anton Gavel kündigte seinen Abschied nach Bamberg an, Ulm gab Ty Harrelson als dessen Nachfolger ab Sommer 2024 bekannt. Im Mai schied die Mannschaft im Viertelfinale um die deutsche Meisterschaft gegen Würzburg aus.
Ende Juni 2024 wurden mit dem Franzosen Pacôme Dadiet und dem Spanier Juan Núñez zwei junge Spieler beim Draftverfahren der NBA ausgewählt, die zuvor in Ulm unter Vertrag gestanden hatten.

### Saison 2024/25: Deutscher Vizemeister
Im Oktober 2024 traten die Ulmer als erste deutsche Mannschaft auf dem Boden der Vereinigten Staaten in einem Spiel gegen eine NBA-Mannschaft an. Dieses wurde gegen die Portland Trail Blazers (100:111) verloren. Während Ulm die Reise zwischen zwei Pflichtspielen unternahm, befand sich Portland zum Zeitpunkt des Spiels noch in der Saisonvorbereitung. In dem Spiel taten sich auf Ulmer Seite mit dem Franzosen Noa Essengue und dem Israeli Ben Saraf zwei junge Spieler hervor, die bereits zuvor das Interesse von NBA-Mannschaften geweckt hatten.
Harrelson führte die Mannschaft in der Bundesliga-Hauptrunde auf den zweiten Tabellenplatz und anschließend in die Finalserie um die deutsche Meisterschaft. Dort unterlag man dem FC Bayern mit 2:3. Im letzten und entscheidenden Spiel Ende Juni 2025 verloren die Ulmer mit 77:81. In dem Spiel musste Harrelson auf Essengue verzichten, der zuvor in die Vereinigten Staaten abgereist war, um beim NBA-Draftverfahren anwesend zu sein. Dort wurde Essengue einen Tag vor dem entscheidenen Spiel um die deutsche Meisterschaft ebenso wie Saraf in der ersten Auswahlrunde aufgerufen. Anders als der Franzose weilte Saraf nicht in den USA, sondern nahm am letzten Saisonspiel teil.

## Heimspielstätte

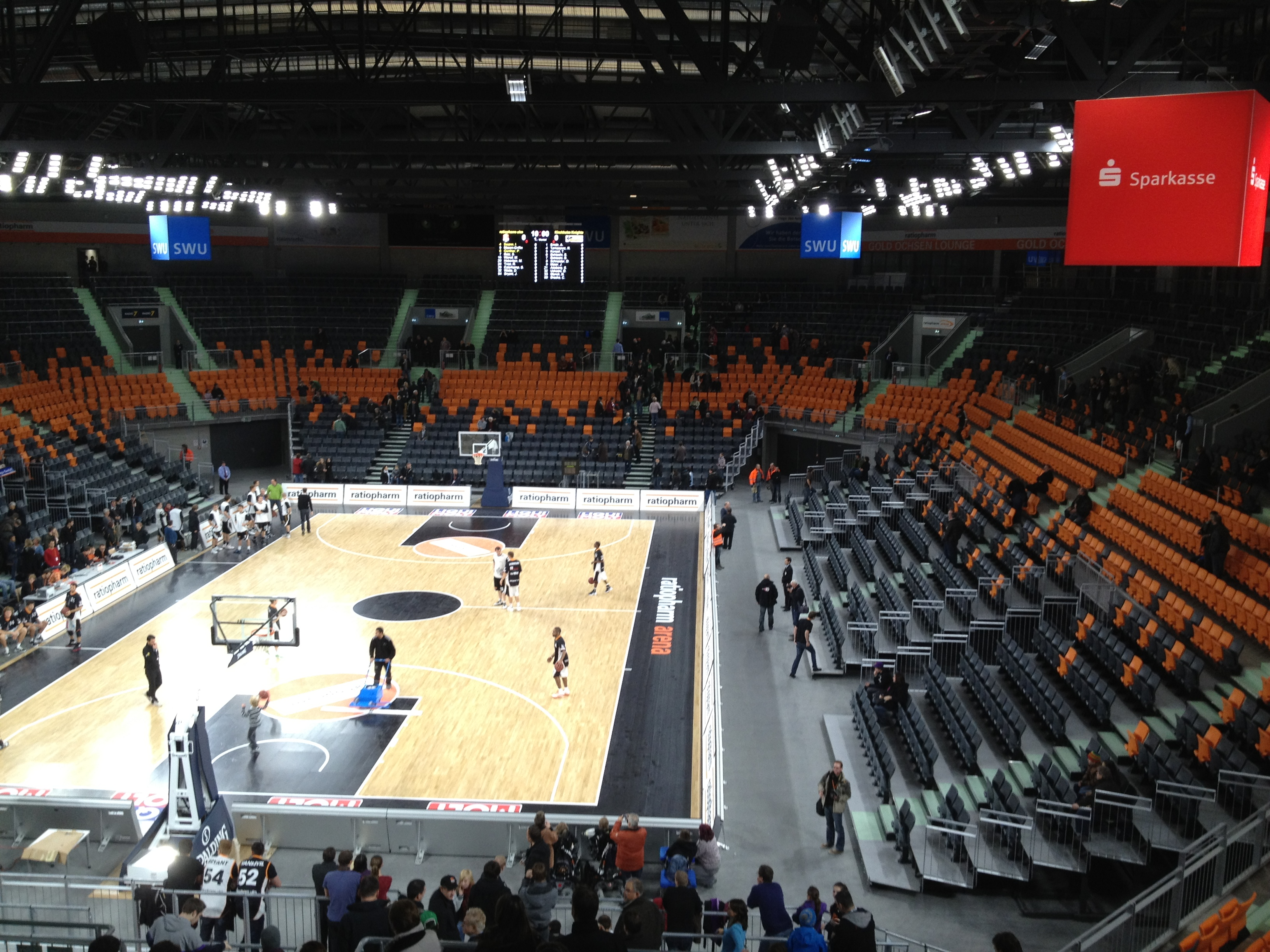
Das Innere der Ratiopharm Arena vor dem ersten Test- und Basketballspiel von Ratiopharm Ulm.

Seit Dezember 2011 ist die 6000 Zuschauer fassende Ratiopharm-Arena in Neu-Ulm die Heimspielstätte von Ratiopharm Ulm. Bei Basketballspielen bietet die Multifunktionshalle 4000 Sitzplätze, 1500 Stehplätze auf einer reinen Stehplatztribüne und 500 VIP-Plätze, verteilt auf Business-Plätze, V.I.P.-Bereiche und den Logenbalkon.
Der Anstoß zum Bau einer solchen Halle kam von Ratiopharm Ulm selbst. Die früher genutzte Kuhberghalle genügte den Ansprüchen der Basketball-Bundesliga nicht mehr. Die Schulsporthalle auf dem Ulmer Kuhberg bot bis zum Ende der Hauptrunde in der Saison 2008/09 offiziell 3000 Steh- und Sitzplätze, wobei bei Spitzenspielen wie gegen Tübingen oder Berlin deutlich mehr Stehplatzkarten als die offiziell verfügbaren 1000 Stück verkauft wurden. Der nicht verfügbare Platz entflammte schließlich auch den Streit um eine neue Spielstätte der Ulmer Basketballer, denn die Kuhberghalle entsprach schon lange nicht mehr den wachsenden Ansprüchen der Liga. Im Zuge dessen wurde nach langen Verhandlungen mit den Städten Ulm und Neu-Ulm am 11. November 2009 der Bau einer neuen Multifunktionshalle auf dem Volksfestgelände in Neu-Ulm beschlossen.
Zur Überbrückung der Zeit bis zur Eröffnung der Ratiopharm Arena wurde die Kuhberghalle für 293.000 Euro umgebaut. Dabei wurde die Ost- sowie die West-Tribüne komplett neu gestaltet und der bis dahin auf der Westseite gelegene und sehr enge Eingangsbereich auf die Seite der Osttribüne verlegt, wodurch deutlich mehr Platz für stehende Gäste geschaffen wurde. Die Osttribüne war bereits während der Endrunde 2009 in Betrieb genommen worden.
Das Eröffnungsspiel in der Multifunktionsarena fand am 10. Dezember 2011, dem 12. Spieltag der Saison 2011/12, mit einem Spiel gegen die EWE Baskets Oldenburg statt und wurde live von Sport1 übertragen. Das Spiel war innerhalb von vier Stunden ausverkauft und wurde mit 101:83 gewonnen. Ein Probelauf für alle Dauerkartenbesitzer hatte bereits am 5. Dezember 2011 mit einem Testspiel gegen die Kirchheim Knights stattgefunden.

## Erfolge
Die größten Erfolge des Vereins waren bislang die deutsche Meisterschaft 2023 sowie der Pokalsieg im Jahr 1996.
- Deutscher Meister: 1 (2023)
- Deutscher Vizemeister: 3 (1998, 2012, 2016)
- Pokalsiege: 1 (1996)
- Pokalendspielteilnahmen: 5 (1994, 1995, 2013, 2014, 2024)

## Bundesligakader in der Saison 2024/25

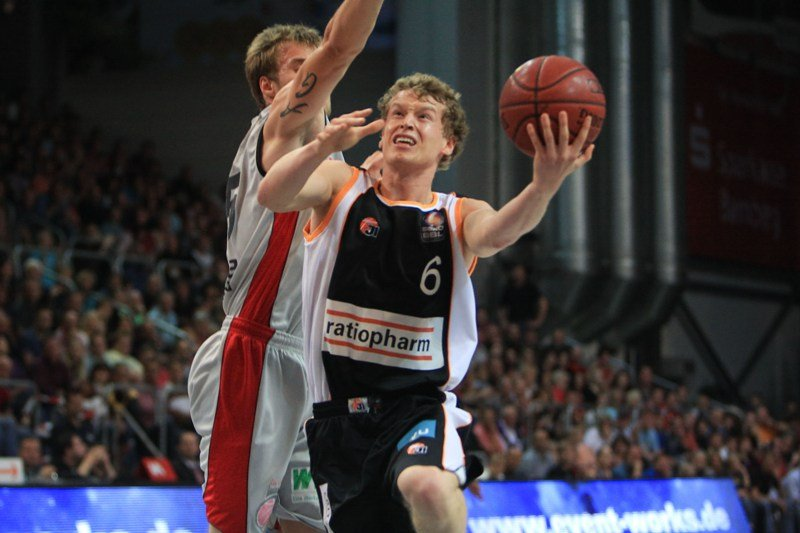
Per Günther spielte von 2008 bis 2022 für Ulm

| Spieler | Spieler            | Spieler                  | Spieler           | Spieler | Spieler | Spieler                       |
| Nr.     | Nat.               | Name                     | Geburt            | Größe   | Info    | Letzter Verein                |
| ------- | ------------------ | ------------------------ | ----------------- | ------- | ------- | ----------------------------- |
|         |                    | Guards (PG, SG)          |                   |         |         |                               |
| 0       | Deutschland        | Nelson Weidemann         | 25. März 1999     | 1,90 m  |         | FC Bayern München             |
| 05      | Deutschland        | Jordan Müller            | 11. August 2006   | 1,84 m  | DL      | eigene Jugend                 |
| 07      | Danemark           | Tobias Brahe Jensen      | 08. Mai 2004      | 1,98 m  | U24/DL  | OrangeAcademy                 |
| 09      | Puerto Rico        | Alfonso Plummer          | 25. März 1999     | 1,85 m  |         | Capitanes de Arecibo          |
| 10      | Vereinigte Staaten | Justinian Jessup         | 23. Mai 1998      | 1,98 m  |         | New Zealand Breakers          |
| 17      | Danemark           | Frederik Drejer Erichsen | 07. August 2006   | 2,06 m  |         | Bakken Bears                  |
| 22      | /                  | Thomas Klepeisz          | 04. August 1991   | 1,86 m  |         | Basketball Löwen Braunschweig |
| 77      | Israel             | Ben Avraham Saraf        | 14. April 2006    | 1,97 m  |         | Ironi Kiryat Ata              |
|         |                    | Forwards (SF, PF)        |                   |         |         |                               |
| 12      | Frankreich         | Noa Essengue             | 18. Dezember 2006 | 2,05 m  | U24/DL  | INSEP                         |
| 14      | Deutschland        | Philipp Herkenhoff       | 29. Juni 1999     | 2,09 m  |         | Rasta Vechta                  |
| 15      | Vereinigte Staaten | Isaiah Roby              | 03. Februar 1998  | 2,03 m  |         | Westchester Knicks            |
| 21      | Deutschland        | Alec Anigbata            | 06. Oktober 2004  | 2,03 m  | U24/DL  | FC Bayern München             |
| 35      | Deutschland        | Karim Jallow             | 13. April 1997    | 1,98 m  |         | Basketball Löwen Braunschweig |
|         |                    | Center (C)               |                   |         |         |                               |
| 03      | Brasilien          | Marcio Santos            | 02. November 2002 | 2,06 m  |         | Franca BC                     |
| 13      | Deutschland        | Nicolas Bretzel          | 29. Mai 1999      | 2,09 m  |         | OrangeAcademy                 |

| Trainer            | Trainer            | Trainer                           |
| Nat.               | Name               | Position                          |
| ------------------ | ------------------ | --------------------------------- |
| /                  | Ty Harrelson       | Trainer                           |
| Vereinigte Staaten | Tyron McCoy        | Co-Trainer                        |
| Deutschland        | Thomas Stoll       | Geschäftsführender Gesellschafter |
| Deutschland        | Andreas Oettel     | Geschäftsführer                   |
| Deutschland        | Thorsten Leibenath | Sportdirektor                     |

| Legende              | Legende                                                |
| Abk.                 | Bedeutung                                              |
| -------------------- | ------------------------------------------------------ |
| Nr.                  | Trikotnummer                                           |
| Nat.                 | Nationalität                                           |
| (C)                  | Mannschaftskapitän                                     |
| U24                  | EU-Spieler unter 24 Jahren nach den Regeln ProA / ProB |
| DL                   | Doppellizenz für OrangeAcademy                         |
| Quellen              |                                                        |
| Teamhomepage         |                                                        |
| Ligahomepage         |                                                        |
| Stand: 20. Juli 2024 |                                                        |

| Legende              | Legende                                                |
| Abk.                 | Bedeutung                                              |
| -------------------- | ------------------------------------------------------ |
| Nr.                  | Trikotnummer                                           |
| Nat.                 | Nationalität                                           |
| (C)                  | Mannschaftskapitän                                     |
| U24                  | EU-Spieler unter 24 Jahren nach den Regeln ProA / ProB |
| DL                   | Doppellizenz für OrangeAcademy                         |
| Quellen              |                                                        |
| Teamhomepage         |                                                        |
| Ligahomepage         |                                                        |
| Stand: 20. Juli 2024 |                                                        |

## Ehemaliger Kader
| Spieler | Spieler                 | Spieler               | Spieler            | Spieler | Spieler | Spieler                       |
| Nr.     | Nat.                    | Name                  | Geburt             | Größe   | Info    | Letzter Verein                |
| ------- | ----------------------- | --------------------- | ------------------ | ------- | ------- | ----------------------------- |
| 0       | Spanien                 | Seikou Sisoho Jawara  | 14. Februar 2000   | 1,91 m  | U24/DL  | University of San Diego       |
| 1       | Frankreich              | Pacome Dadiet         | 27. Juli 2005      | 2,00 m  | U24/DL  | Paris Basketball              |
| 3       | Deutschland             | Philip Hecker         | 19. Januar 2002    | 1,93 m  | U24/DL  | White Wings Hanau             |
| 7       | Danemark                | Tobias Brahe Jensen   | 08. Mai 2004       | 1,98 m  | U24/DL  | OrangeAcademy                 |
| 8       | Deutschland             | Robin Christen        | 19. April 1991     | 2,02 m  |         | Hamburg Towers                |
| 9       | Deutschland             | Maximilian Langenfeld | 19. Oktober 2003   | 1,95 m  | U24/DL  | Team Ehingen Urspring         |
| 11      | /                       | Andrija Matic         | 20. April 1996     | 2,08 m  |         | Starwings Basket Regio Basel  |
| 12      | Frankreich              | Noa Essengue          | 18. Dezember 2006  | 2,05 m  | U24/DL  | INSEP                         |
| 13      | Deutschland             | Nicolas Bretzel       | 29. Mai 1999       | 2,09 m  | U24/DL  | OrangeAcademy                 |
| 14      | Deutschland             | Philipp Herkenhoff    | 29. Juni 1999      | 2,09 m  | U24/DL  | Rasta Vechta                  |
| 17      | Spanien                 | Juan Núñez            | 4. Juni 2004       | 1,92 m  |         | Real Madrid                   |
| 21      | Deutschland             | Alec Anigbata         | 06. Oktober 2004   | 2,03 m  | U24/DL  | FC Bayern München             |
| 22      | Osterreich              | Thomas Klepeisz       | 04. August 1991    | 1,86 m  |         | UBC Güssing Knights           |
| 30      | Dominikanische Republik | L.J. Figueroa         | 28. März 1998      | 1,98 m  |         | Grises de Humacao             |
| 31      | Vereinigte Staaten      | Dakota Mathias        | 11. Juli 1995      | 1,93 m  |         | CB 1939 Canarias              |
| 32      | Brasilien               | Georginho de Paula    | 24. Mai 1996       | 1,97 m  |         | Franca Basquetebol Clube      |
| 35      | Deutschland             | Karim Jallow          | 13. April 1997     | 1,98 m  |         | Basketball Löwen Braunschweig |
| 50      | Vereinigte Staaten      | Trevion Williams      | 16. September 2000 | 2,06 m  |         | Capital City Go-Go            |

| Trainer            | Trainer            | Trainer                           |
| Nat.               | Name               | Position                          |
| ------------------ | ------------------ | --------------------------------- |
| Tschechoslowakei   | Anton Gavel        | Trainer                           |
| Vereinigte Staaten | Tyron McCoy        | Co-Trainer                        |
| Deutschland        | Thomas Stoll       | Geschäftsführender Gesellschafter |
| Deutschland        | Andreas Oettel     | Geschäftsführer                   |
| Deutschland        | Thorsten Leibenath | Sportdirektor                     |

| Legende              | Legende                                                |
| Abk.                 | Bedeutung                                              |
| -------------------- | ------------------------------------------------------ |
| Nr.                  | Trikotnummer                                           |
| Nat.                 | Nationalität                                           |
| (C)                  | Mannschaftskapitän                                     |
| U24                  | EU-Spieler unter 24 Jahren nach den Regeln ProA / ProB |
| DL                   | Doppellizenz für OrangeAcademy                         |
| Quellen              |                                                        |
| Teamhomepage         |                                                        |
| Stand: 8. April 2021 |                                                        |

| Legende              | Legende                                                |
| Abk.                 | Bedeutung                                              |
| -------------------- | ------------------------------------------------------ |
| Nr.                  | Trikotnummer                                           |
| Nat.                 | Nationalität                                           |
| (C)                  | Mannschaftskapitän                                     |
| U24                  | EU-Spieler unter 24 Jahren nach den Regeln ProA / ProB |
| DL                   | Doppellizenz für OrangeAcademy                         |
| Quellen              |                                                        |
| Teamhomepage         |                                                        |
| Stand: 8. April 2021 |                                                        |

| Spieler | Spieler            | Spieler              | Spieler    | Spieler | Spieler | Spieler                    |
| Nr.     | Nat.               | Name                 | Geburt     | Größe   | Info    | Letzter Verein             |
| ------- | ------------------ | -------------------- | ---------- | ------- | ------- | -------------------------- |
|         |                    | Guards (PG, SG)      |            |         |         |                            |
| 0       | Vereinigte Staaten | Ra'Shad James        | 26.01.1990 | 1,88 m  |         | Telekom Baskets Bonn       |
| 1       | Vereinigte Staaten | Katin Reinhardt      | 21.08.1993 | 1,98 m  |         | BC Igokea                  |
| 2       | Vereinigte Staaten | Patrick Miller       | 22.05.1992 | 1,85 m  |         | Gaziantep Basketbol        |
| 6       | Deutschland        | Per Günther          | 05.02.1988 | 1,84 m  | (C)     | Phoenix Hagen              |
| 8       | Deutschland        | Ismet Akpinar        | 22.05.1995 | 1,91 m  |         | Alba Berlin                |
| 9       | Deutschland        | Marius Stoll         | 09.07.1999 | 1,93 m  | U24/DL  | OrangeAcademy              |
| 21      | Deutschland        | Nicolas Möbus        | 17.12.1998 | 1,93 m  | U24/DL  | OrangeAcademy              |
| 44      | /                  | David Krämer         | 14.01.1997 | 1,90 m  | U24     | Oberwart Gunners           |
|         |                    | Forwards (SF, PF)    |            |         |         |                            |
| 3       | Vereinigte Staaten | Dwayne Evans         | 24.01.1992 | 2,01 m  |         | MHP Riesen Ludwigsburg     |
| 5       | /                  | Javonte Green        | 23.07.1993 | 1,96 m  |         | Pallacanestro Alma Trieste |
| 7       | Vereinigte Staaten | Ryan Thompson        | 09.06.1988 | 1,98 m  |         | Telekom Baskets Bonn       |
| 10      | Deutschland        | Christoph Philipps   | 15.09.1998 | 2,04 m  | U24/DL  | OrangeAcademy              |
| 11      | Deutschland        | Till Pape            | 10.12.1997 | 2,03 m  | U24/DL  | OrangeAcademy              |
| 30      | Deutschland        | Maximilian Ugrai     | 28.07.1995 | 2,01 m  | U24     | Science City Jena          |
|         |                    | Center (C)           |            |         |         |                            |
| 12      | Deutschland        | Bogdan Radosavljević | 11.07.1993 | 2,13 m  |         | MHP Riesen Ludwigsburg     |
| 13      | Deutschland        | Nicolas Bretzel      | 29.05.1999 | 2,09 m  | U24/DL  | OrangeAcademy              |
| 15      | Ungarn             | Maté Fazekas         | 19.01.2000 | 2,10 m  | U24/DL  | OrangeAcademy              |
| 34      | /                  | Gavin Schilling      | 10.11.1995 | 2,06 m  | U24     | Michigan State University  |
| 42      | Neuseeland         | Isaac Fotu           | 18.12.1993 | 2,03 m  |         | Basket Zaragoza            |

| Trainer            | Trainer            | Trainer         |
| Nat.               | Name               | Position        |
| ------------------ | ------------------ | --------------- |
| Deutschland        | Thorsten Leibenath | Trainer         |
| Vereinigte Staaten | Pete Strobl        | Co-Trainer      |
| Vereinigte Staaten | Tyron McCoy        | Co-Trainer      |
| Deutschland        | Claudia Semle      | Reha-Trainerin  |
| Deutschland        | Sebastian Sieghart | Athletiktrainer |

| Legende                | Legende                           |
| Abk.                   | Bedeutung                         |
| ---------------------- | --------------------------------- |
| Nr.                    | Trikotnummer                      |
| Nat.                   | Nationalität                      |
| (C)                    | Mannschaftskapitän                |
| U24                    | Deutscher Spieler unter 24 Jahren |
| DL                     | Doppellizenz                      |
| Quellen                |                                   |
| Teamhomepage           |                                   |
| Stand: 14. August 2018 |                                   |

| Legende                | Legende                           |
| Abk.                   | Bedeutung                         |
| ---------------------- | --------------------------------- |
| Nr.                    | Trikotnummer                      |
| Nat.                   | Nationalität                      |
| (C)                    | Mannschaftskapitän                |
| U24                    | Deutscher Spieler unter 24 Jahren |
| DL                     | Doppellizenz                      |
| Quellen                |                                   |
| Teamhomepage           |                                   |
| Stand: 14. August 2018 |                                   |

| Spieler | Spieler            | Spieler           | Spieler    | Spieler | Spieler | Spieler                        |
| Nr.     | Nat.               | Name              | Geburt     | Größe   | Info    | Letzter Verein                 |
| ------- | ------------------ | ----------------- | ---------- | ------- | ------- | ------------------------------ |
|         |                    | Guards (PG, SG)   |            |         |         |                                |
| 6       | Deutschland        | Per Günther       | 05.02.1988 | 1,84 m  | (C)     | Phoenix Hagen                  |
| 15      | Vereinigte Staaten | Braydon Hobbs     | 17.05.1989 | 1,96 m  |         | Gießen 46ers                   |
| 19      | Vereinigte Staaten | Chris Babb        | 17.02.1990 | 1,96 m  |         | Golden State Warriors          |
|         | Deutschland        | Karsten Tadda     | 02.11.1988 | 1,90 m  |         | Gießen 46ers                   |
| 44      | /                  | David Krämer      | 14.01.1997 | 1,90 m  | U24/DL  | Oberwart Gunners               |
|         |                    | Forwards (SF, PF) |            |         |         |                                |
| 7       | Deutschland        | Joschka Ferner    | 05.01.1996 | 2,03 m  | U24/DL  | Giants Nördlingen              |
| 10      | Deutschland        | Marvin Omuvwie    | 11.07.1997 | 1,97 m  | U24/DL  | TuS Lichterfelde               |
| 17      | Vereinigte Staaten | Da'Sean Butler    | 25.01.1988 | 2,01 m  |         | Champagne Châlons Reims Basket |
| 21      | Vereinigte Staaten | Augustine Rubit   | 14.08.1989 | 2,01 m  |         | Walter Tigers Tübingen         |
| 24      | Vereinigte Staaten | Taylor Braun      | 06.07.1991 | 2,01 m  |         | Okapi Aalstar                  |
|         |                    | Center (C)        |            |         |         |                                |
| 8       | Vereinigte Staaten | Raymar Morgan     | 08.08.1988 | 2,02 m  |         | BG Göttingen                   |
| 4       | Deutschland        | Tim Ohlbrecht     | 30.08.1988 | 2,10 m  |         | BK Jenissei Krasnojarsk        |
| 14      | Deutschland        | Philipp Neumann   | 20.02.1992 | 2,09 m  | U24     | EWE Baskets Oldenburg          |
| 22      | Deutschland        | Björn Rohwer      | 22.08.1995 | 2,12 m  | U24/DL  | BBC Rendsburg                  |

| Trainer            | Trainer            | Trainer           |
| Nat.               | Name               | Position          |
| ------------------ | ------------------ | ----------------- |
| Deutschland        | Thorsten Leibenath | Trainer           |
| Vereinigte Staaten | Pete Strobl        | Co-Trainer        |
| Spanien            | Jesús Ramírez      | Co-Trainer        |
| Deutschland        | Claudia Semle      | Athletiktrainerin |
| Deutschland        | Sebastian Sieghart | Athletiktrainer   |

| Legende           | Legende                           |
| Abk.              | Bedeutung                         |
| ----------------- | --------------------------------- |
| Nr.               | Trikotnummer                      |
| Nat.              | Nationalität                      |
| (C)               | Mannschaftskapitän                |
| U24               | Deutscher Spieler unter 24 Jahren |
| DL                | Doppellizenz                      |
| Quellen           |                                   |
| Teamhomepage      |                                   |
| Ligahomepage      |                                   |
| Stand: 31.07.2016 |                                   |

| Legende           | Legende                           |
| Abk.              | Bedeutung                         |
| ----------------- | --------------------------------- |
| Nr.               | Trikotnummer                      |
| Nat.              | Nationalität                      |
| (C)               | Mannschaftskapitän                |
| U24               | Deutscher Spieler unter 24 Jahren |
| DL                | Doppellizenz                      |
| Quellen           |                                   |
| Teamhomepage      |                                   |
| Ligahomepage      |                                   |
| Stand: 31.07.2016 |                                   |

 Zugänge 
- Karsten Tadda (Gießen 46ers)
- Braydon Hobbs (Gießen 46ers)
- Tim Ohlbrecht (BK Jenissei Krasnojarsk)

 Abgänge 
- David Brembly (Eisbären Bremerhaven)
- Pierria Henry (Hapoel Eilat)

| Spieler | Spieler                 | Spieler             | Spieler | Spieler | Spieler | Spieler                   |
| Nr.     | Nat.                    | Name                | Geburt  | Größe   | Info    | Letzter Verein            |
| ------- | ----------------------- | ------------------- | ------- | ------- | ------- | ------------------------- |
|         |                         | Guards (PG, SG)     |         |         |         |                           |
| 5       | Vereinigte Staaten      | Tommy Mason-Griffin | 1990    | 1,80 m  |         | Sioux Falls Skyforce      |
| 6       | Deutschland             | Per Günther         | 1988    | 1,84 m  | (C)     | Phoenix Hagen             |
| 9       | Deutschland             | Till-Joscha Jönke   | 1992    | 1,89 m  | U24/DL  | Bayer Giants Leverkusen   |
| 12      | Dominikanische Republik | Edgar Sosa          | 1988    | 1,90 m  |         | Cangrejeros de Santurce   |
| 20      | Vereinigte Staaten      | Cameron Long        | 1988    | 1,93 m  |         | Le Mans Sarthe Basket     |
| 33      | Deutschland             | Philipp Schwethelm  | 1989    | 2,01 m  |         | FC Bayern München         |
|         |                         | Forwards (SF, PF)   |         |         |         |                           |
| 7       | Deutschland             | Joschka Ferner      | 1996    | 2,00 m  | U24/DL  | Giants Nördlingen         |
| 8       | Deutschland             | Kay Gausa           | 1992    | 1,99 m  | U24/DL  | SC Rist Wedel             |
| 16      | /                       | Adam Hess           | 1981    | 2,01 m  |         | Phoenix Hagen             |
| 21      | Vereinigte Staaten      | Will Clyburn        | 1990    | 2,01 m  |         | Iowa State University     |
| 24      | Vereinigte Staaten      | Matt Howard         | 1989    | 2,03 m  |         | Chorale Roanne Basket     |
| 34      | Vereinigte Staaten      | Ian Hummer          | 1990    | 2,01 m  |         | Princeton University      |
| 52      | Vereinigte Staaten      | Keaton Nankivil     | 1989    | 2,03 m  |         | University of Wisconsin   |
|         |                         | Center (C)          |         |         |         |                           |
| 10      | Deutschland             | Daniel Theis        | 1992    | 2,04 m  | U24/DL  | Phantoms Braunschweig     |
| 13      | Deutschland             | Jonathan Maier      | 1992    | 2,10 m  | U24/DL  | Neckar Riesen Ludwigsburg |
| 44      | Vereinigte Staaten      | Trent Plaisted      | 1986    | 2,11 m  |         | Limoges CSP               |

| Trainer            | Trainer            | Trainer            |
| Nat.               | Name               | Position           |
| ------------------ | ------------------ | ------------------ |
| Deutschland        | Thorsten Leibenath | Trainer            |
| Vereinigte Staaten | John Dieckelmann   | Co-Trainer         |
| Spanien            | Jesús Ramírez      | Co-Trainer         |
| Deutschland        | Claudia Semle      | Athletik Trainerin |

| Legende                | Legende                           |
| Abk.                   | Bedeutung                         |
| ---------------------- | --------------------------------- |
| Nr.                    | Trikotnummer                      |
| Nat.                   | Nationalität                      |
| (C)                    | Mannschaftskapitän                |
| U24                    | Deutscher Spieler unter 24 Jahren |
| DL                     | Doppellizenz                      |
| Quellen                |                                   |
| Teamhomepage           |                                   |
| Ligahomepage           |                                   |
| Stand: 27. Januar 2014 |                                   |

| Legende                | Legende                           |
| Abk.                   | Bedeutung                         |
| ---------------------- | --------------------------------- |
| Nr.                    | Trikotnummer                      |
| Nat.                   | Nationalität                      |
| (C)                    | Mannschaftskapitän                |
| U24                    | Deutscher Spieler unter 24 Jahren |
| DL                     | Doppellizenz                      |
| Quellen                |                                   |
| Teamhomepage           |                                   |
| Ligahomepage           |                                   |
| Stand: 27. Januar 2014 |                                   |

Zugänge
- Matt Howard (Chorale Roanne Basket)
- Adam Hess (Phoenix Hagen)
- Cameron Long (Le Mans Sarthe Basket)
- Will Clyburn (Iowa State University)
- Trent Plaisted (Limoges CSP)
- Jonathan Maier (Neckar Riesen Ludwigsburg)
- Greg Mangano (Força Lleida)
- Edgar Sosa (Cangrejeros de Santurce)
- Ian Hummer (Princeton University)

Abgänge
- John Bryant (FC Bayern München)
- Steven Esterkamp (SC RASTA Vechta)
- Femi Oladipo (Ziel unbekannt)
- Lance Jeter (Trefl Sopot/POL)
- Omar Samhan (Alexandria Sporting Club)
- Myles Hesson (Gießen 46ers)
- Marcel Heberlein (Oettinger Rockets)
- Sebastian Betz (S.Oliver Baskets)
- Allan Ray (KK Cedevita/CRO)
- Dane Watts (Fraport Skyliners)
- Greg Mangano (Steaua CSM Eximbank Bucuresti/ROU, 10/2013)

| Spieler | Spieler                | Spieler             | Spieler | Spieler | Spieler | Spieler                       |
| Nr.     | Nat.                   | Name                | Geburt  | Größe   | Info    | Letzter Verein                |
| ------- | ---------------------- | ------------------- | ------- | ------- | ------- | ----------------------------- |
|         |                        | Guards (PG, SG)     |         |         |         |                               |
| 5       | Vereinigte Staaten     | Tommy Mason-Griffin | 1990    | 1,80 m  |         | Sioux Falls Skyforce          |
| 6       | Deutschland            | Per Günther         | 1988    | 1,84 m  |         | Phoenix Hagen                 |
| 9       | Deutschland            | Till-Joscha Jönke   | 1992    | 1,89 m  | U24/DL  | Bayer Giants Leverkusen       |
| 14      | Vereinigte Staaten     | Allan Ray           | 1984    | 1,88 m  |         | Élan Béarnais Pau-Lacq-Orthez |
| 33      | Deutschland            | Philipp Schwethelm  | 1989    | 2,01 m  | U24     | FC Bayern München             |
| 34      | Vereinigte Staaten     | Lance Jeter         | 1988    | 1,90 m  |         | Lasaulec Aris Leeuwarden      |
|         |                        | Forwards (SF, PF)   |         |         |         |                               |
| 7       | Deutschland            | Sebastian Betz      | 1985    | 1,97 m  |         | TSV Tröster Breitengüßbach    |
| 8       | Deutschland            | Kay Gausa           | 1992    | 1,99 m  | U24/DL  | SC Rist Wedel                 |
| 13      | Deutschland            | Femi Oladipo        | 1990    | 2,01 m  | U24/DL  | Crailsheim Merlins            |
| 20      | Deutschland            | Marcel Heberlein    | 1990    | 1,96 m  | U24/DL  | BG Illertal-Weißenhorn        |
| 22      | Vereinigtes Konigreich | Myles Hesson        | 1990    | 1,98 m  |         | Weißenhorn Youngstars         |
| 24      | Deutschland            | Joschka Ferner      | 1996    | 2,03 m  | U24/DL  | ratiopharm akademie           |
| 25      | Vereinigte Staaten     | Steven Esterkamp    | 1981    | 1,98 m  | (C)     | ETB Wohnbau Baskets Essen     |
| 32      | Vereinigte Staaten     | Dane Watts          | 1986    | 2,03 m  |         | Walter Tigers Tübingen        |
| 52      | Vereinigte Staaten     | Keaton Nankivil     | 1989    | 2,03 m  |         | University of Wisconsin       |
|         |                        | Center (C)          |         |         |         |                               |
| 10      | Deutschland            | Daniel Theis        | 1992    | 2,04 m  | U24/DL  | Phantoms Braunschweig         |
| 50      | /                      | Omar Samhan         | 1988    | 2,11 m  |         | Žalgiris Kaunas               |
| 54      | Vereinigte Staaten     | John Bryant         | 1987    | 2,11 m  |         | Erie BayHawks                 |

| Trainer            | Trainer            | Trainer    |
| Nat.               | Name               | Position   |
| ------------------ | ------------------ | ---------- |
| Deutschland        | Thorsten Leibenath | Trainer    |
| Vereinigte Staaten | John Dieckelmann   | Co-Trainer |
| Spanien            | Jesús Ramírez      | Co-Trainer |

| Legende             | Legende                           |
| Abk.                | Bedeutung                         |
| ------------------- | --------------------------------- |
| Nr.                 | Trikotnummer                      |
| Nat.                | Nationalität                      |
| (C)                 | Mannschaftskapitän                |
| U24                 | Deutscher Spieler unter 24 Jahren |
| DL                  | Doppellizenz                      |
| Quellen             |                                   |
| Teamhomepage        |                                   |
| Ligahomepage        |                                   |
| Stand: 1. März 2013 |                                   |

| Legende             | Legende                           |
| Abk.                | Bedeutung                         |
| ------------------- | --------------------------------- |
| Nr.                 | Trikotnummer                      |
| Nat.                | Nationalität                      |
| (C)                 | Mannschaftskapitän                |
| U24                 | Deutscher Spieler unter 24 Jahren |
| DL                  | Doppellizenz                      |
| Quellen             |                                   |
| Teamhomepage        |                                   |
| Ligahomepage        |                                   |
| Stand: 1. März 2013 |                                   |

Zugänge
- Till-Joscha Jönke (Bayer Giants Leverkusen)
- Kay Gausa (SC Rist Wedel)
- Daniel Theis (New Yorker Phantoms Braunschweig)
- Philipp Schwethelm (FC Bayern München)
- Allan Ray (Élan Béarnais Pau-Lacq-Orthez)
- Lance Jeter (Lasaulec Aris Leeuwarden)
- Omar Samhan (Žalgiris Kaunas, 2/2013)
- Joschka Ferner (ratiopharm akademie, 2/2013)
- Myles Hesson (Weißenhorn Youngstars, 2/2013)

Abgänge
- Kelvin Torbert (Ziel unbekannt)
- Isaiah Swann (Gaziantep BSB/TUR)
- Michael Wenzl (BG Göttingen)
- Roderick „Rocky“ Trice (Energa Czarni Słupsk)
- Andreas Wenzl (Karriereende, 1/2013)

Für Ratiopharm Ulm als Club war die Saison 2011/12 in mehrerer Hinsicht eine herausragende. Einerseits stand der seit Jahren ersehnte Wechsel in die Ratiopharm Arena bevor, andererseits war mit Thorsten Leibenath als neuem Trainer und einem deutlich gesteigerten Etat die Gesamtsituation von Grund auf verschieden. Mit Per Günther, Roderick „Rocky“ Trice und John Bryant konnten drei Starter für die aktuelle Saison gehalten werden. Die Verpflichtung von Power Forward Dane Watts war vor allem für die Stärke unter dem Korb von großer Bedeutung. Sehr jung besetzt war, wie im Jahr zuvor, die Point-Guard-Position mit Günther und Mason-Griffin (24 und 21 Jahre).
| Spieler | Spieler            | Spieler                | Spieler | Spieler | Spieler | Spieler                    |
| Nr.     | Nat.               | Name                   | Geburt  | Größe   | Info    | Letzter Verein             |
| ------- | ------------------ | ---------------------- | ------- | ------- | ------- | -------------------------- |
|         |                    | Guards (PG, SG)        |         |         |         |                            |
| 5       | Vereinigte Staaten | Tommy Mason-Griffin    | 1990    | 1,80 m  |         | Sioux Falls Skyforce       |
| 6       | Deutschland        | Per Günther            | 1988    | 1,84 m  | U24     | Phoenix Hagen              |
| 4       | Vereinigte Staaten | Isaiah Swann           | 1985    | 1,88 m  |         | Maccabi Rischon LeZion     |
| 15      | Deutschland        | Julian Buntz           | 1992    | 1,84 m  | U24/DL  | ratiopharm akademie        |
| 23      | Vereinigte Staaten | Kelvin Torbert         | 1983    | 1,93 m  |         | Generali Okapi Aalstar     |
| 24      | Vereinigte Staaten | Roderick „Rocky“ Trice | 1984    | 1,91 m  |         | BG 74 Göttingen            |
|         |                    | Forwards (SF, PF)      |         |         |         |                            |
| 7       | Deutschland        | Sebastian Betz         | 1985    | 1,97 m  |         | TSV Tröster Breitengüßbach |
| 13      | Deutschland        | Femi Oladipo           | 1990    | 2,01 m  | U24/DL  | Crailsheim Merlins         |
| 20      | Deutschland        | Marcel Heberlein       | 1990    | 1,96 m  | U24/DL  | BG Illertal-Weißenhorn     |
| 25      | Vereinigte Staaten | Steven Esterkamp       | 1981    | 1,96 m  | (C)     | ETB Wohnbau Baskets Essen  |
| 32      | Vereinigte Staaten | Dane Watts             | 1986    | 2,03 m  |         | Walter Tigers Tübingen     |
| 52      | Vereinigte Staaten | Keaton Nankivil        | 1989    | 2,03 m  |         | University of Wisconsin    |
|         |                    | Center (C)             |         |         |         |                            |
| 16      | Deutschland        | Michael Wenzl          | 1991    | 2,10 m  | U24/DL  | ratiopharm akademie        |
| 17      | Deutschland        | Andreas Wenzl          | 1993    | 2,10 m  | U24/DL  | ratiopharm akademie        |
| 54      | Vereinigte Staaten | John Bryant            | 1987    | 2,11 m  |         | Erie BayHawks              |

| Trainer            | Trainer            | Trainer    |
| Nat.               | Name               | Position   |
| ------------------ | ------------------ | ---------- |
| Deutschland        | Thorsten Leibenath | Trainer    |
| Vereinigte Staaten | John Dieckelmann   | Co-Trainer |
| Spanien            | Jesús Ramírez      | Co-Trainer |

| Legende              | Legende                           |
| Abk.                 | Bedeutung                         |
| -------------------- | --------------------------------- |
| Nr.                  | Trikotnummer                      |
| Nat.                 | Nationalität                      |
| (C)                  | Mannschaftskapitän                |
| U24                  | Deutscher Spieler unter 24 Jahren |
| DL                   | Doppellizenz                      |
| Quellen              |                                   |
| Teamhomepage         |                                   |
| Ligahomepage         |                                   |
| Stand: 3. April 2012 |                                   |

| Legende              | Legende                           |
| Abk.                 | Bedeutung                         |
| -------------------- | --------------------------------- |
| Nr.                  | Trikotnummer                      |
| Nat.                 | Nationalität                      |
| (C)                  | Mannschaftskapitän                |
| U24                  | Deutscher Spieler unter 24 Jahren |
| DL                   | Doppellizenz                      |
| Quellen              |                                   |
| Teamhomepage         |                                   |
| Ligahomepage         |                                   |
| Stand: 3. April 2012 |                                   |

Zugänge
- Thorsten Leibenath (Trainer/GiroLive-Ballers Osnabrück)
- Isaiah Swann (Maccabi Rischon LeZion)
- Dane Watts (Walter Tigers Tübingen)
- Femi Oladipo (Crailsheim Merlins)
- Steven Esterkamp (ETB Wohnbau Baskets Essen)
- Keaton Nankivil (Wisconsin Badgers)
- Antonio Anderson (Memphis Tigers)
- Kelvin Torbert (Generali Okapi Aalstar, 4/2012)

Abgänge
- Mike Taylor (Trainer/Rio Grande Valley Vipers)
- Travis Walton (Dakota Wizards)
- Sean Sonderleiter (Ziel unbekannt)
- Lee Humphrey (Rio Grande Valley Vipers)
- Robin Benzing (FC Bayern München)
- Coleman Collins (HKK Široki WWin)
- Dan Fitzgerald (Sendai 89ers)
- Antonio Anderson (Maine Red Claws, 11/2011)

Die Saison 2010/11 war im Vergleich zur vorherigen Spielzeit von weniger Abgängen geprägt. Deutlich zu erkennen war hierbei, dass alle Positionen bzw. deren grobe Einstufung durch einen Spieler des Kaders aus der vergangenen Saison abgedeckt waren. So spielte Per Günther auf der Position 1, Lee Humphrey auf der Position 2, Robin Benzing auf der Position 3 sowie Coleman Collins auf der Position 4 (damals auch zeitweise auf Position 5). Durch die Zugänge John Bryant und Sean Sonderleiter spielten die großen Positionen in dieser Saison wichtige Rollen, die durch die Regeländerungen, wie etwa das Verlegen der Drei-Punkte-Linie auf 6,75 Meter, noch weiter betont wurden. Davon profitierten zusätzlich die treffsicheren und schnellen Flügelspieler, die durch den größer werdenden Raum noch schwerer zu verteidigen sind. Auf die Forwards kam die wichtige Aufgabe zu, die größere Lücke zwischen Flügel- und Brettspielern zu schließen oder so klein wie möglich zu halten. Nach einem schwachen Saisonstart reagierten die Verantwortlichen und holten mit Roderick „Rocky“ Trice einen Spieler der Vorsaison zurück in den Kader. Er erhielt zunächst einen befristeten Vertrag über 1,5 Monate, der durch ein Sponsorenengagement in einen Zweijahresvertrag verlängert werden konnte.
Neuzugang Walt Baxley von den Saar-Pfalz Braves verließ auf eigenen Wunsch im Dezember 2010 den Verein. Nachdem der langjährige Ratiopharm-Guard Christian Grosse im Januar 2011 nach Abschluss seines Studiums seine Karriere beendete, vermeldete das Team im März die Testverpflichtung Tommy Mason-Griffin aus der amerikanischen D-League als Back-Up mit Zukunftsperspektive. Zugleich wurde bekannt, dass in Dan Fitzgerald eine tragende Stütze aus der Erfolgssaison 2008/2009 nach Ulm zurückkehrt.
Am 20. April 2011 verkündete Cheftrainer Mike Taylor auf der Pressekonferenz zum letzten Heimspiel gegen Bremerhaven, dass der Verein seinen zur Saison 2010/11 auslaufenden Vertrag nicht verlängern wird. Mike Taylor wurde daraufhin nur wenige Stunden später aufgrund dieses Alleinganges an die Öffentlichkeit vom Management mit sofortiger Wirkung vom restlichen Trainingsbetrieb freigestellt. Das letzte Heimspiel fand deshalb ohne Taylor statt und wurde an dessen Stelle von Assistenztrainer Olatunde Adekola geführt.
Eine umfassende Kooperation im Rahmen der Basketballakademie Ulm mit der BG Illertal-Weißenhorn aus der Pro-B-Liga eröffnete Ratiopharm Ulm die Möglichkeit, mehrere Perspektivspieler mit einer Doppellizenz auszustatten und sie in Spielen in Amateurklassen, Pro B und Bundesliga auszubilden. In der Saison 2010/11 waren dies: Philip Vojkovic, Nicola Stevanovic, Marcel Heberlein, Nemanja Kekic, Andreas Wenzl und Michael Wenzl. Letztgenannter wurde im Verlauf der Saison zu einem festen Bestandteil des Bundesligaaufgebots.
| Nr. | Nat.               | Name                | Position                                | Geburt | Größe  | Gewicht | letzter Verein                        |
| --- | ------------------ | ------------------- | --------------------------------------- | ------ | ------ | ------- | ------------------------------------- |
|     |                    |                     | Guards (Point Guard, Shooting Guard)    |        |        |         |                                       |
| 5   | Vereinigte Staaten | Tommy Mason-Griffin | Point Guard                             | 1990   | 180 cm | 102 kg  | Sioux Falls Skyforce                  |
| 6   | Deutschland        | Per Günther         | Point Guard                             | 1988   | 184 cm | 80 kg   | Phoenix Hagen                         |
| 8   | Deutschland        | Philip Vojkovic     | Point Guard                             | 1990   | 185 cm | 75 kg   | BG Illertal-Weißenhorn (Doppellizenz) |
| 11  | Vereinigte Staaten | Travis Walton       | Point Guard                             | 1987   | 188 cm | 85 kg   | Lugano Tigers                         |
| 12  | Schweiz            | Nicola Stevanovic   | Shooting Guard                          | 1992   | 191 cm | 82 kg   | BG Illertal-Weißenhorn (Doppellizenz) |
| 20  | Deutschland        | Marcel Heberlein    | Shooting Guard                          | 1992   | 196 cm | 90 kg   | BG Illertal-Weißenhorn (Doppellizenz) |
| 22  | Vereinigte Staaten | Lee Humphrey        | Shooting Guard                          | 1984   | 188 cm | 87 kg   | Florida Gators                        |
| 24  | Vereinigte Staaten | Roderick Trice      | Shooting Guard                          | 1984   | 188 cm | 89 kg   | BG Göttingen                          |
|     |                    |                     | Forwards (Small Forward, Power Forward) |        |        |         |                                       |
| 7   | Deutschland        | Sebastian Betz      | Small Forward                           | 1985   | 197 cm | 92 kg   | TSV Tröster Breitengüßbach            |
| 9   | Deutschland        | Nemanja Kekic       | Small Forward                           | 1990   | 197 cm | 115 kg  | BG Illertal-Weißenhorn (Doppellizenz) |
| 21  | Deutschland        | Robin Benzing       | Small Forward                           | 1989   | 208 cm | 95 kg   | TV 1862 Langen                        |
| 15  | Vereinigte Staaten | Sean Sonderleiter   | Power Forward                           | 1980   | 209 cm | 96 kg   | Fort Wayne Mad Ants                   |
| 25  | Vereinigte Staaten | Dan Fitzgerald      | Power Forward                           | 1984   | 206 cm | 105 kg  | SAM Baskets Massagno                  |
| 45  | Vereinigte Staaten | Coleman Collins     | Power Forward                           | 1986   | 206 cm | 108 kg  | Fort Wayne Mad Ants                   |
|     |                    |                     | Center (Center)                         |        |        |         |                                       |
| 16  | Deutschland        | Michael Wenzl       | Center                                  | 1991   | 209 cm | 110 kg  | BG Illertal-Weißenhorn (Doppellizenz) |
| 17  | Deutschland        | Andreas Wenzl       | Center                                  | 1993   | 207 cm | 100 kg  | BG Illertal-Weißenhorn (Doppellizenz) |
| 54  | Vereinigte Staaten | John Bryant         | Center                                  | 1987   | 211 cm | 135 kg  | Erie BayHawks                         |

Trainerstab:
| Nat.               | Name             | Position        |
| ------------------ | ---------------- | --------------- |
| Vereinigte Staaten | Mike Taylor      | Headcoach       |
| Vereinigte Staaten | Olatunde Adekola | Assistant Coach |

Zugänge: Sean Sonderleiter (Fort Wayne), John Bryant (Erie BayHawks), Travis Walton (Lugano Tigers), Walt Baxley (Saar-Pfalz Braves), Nikola Stevanovic (KK Novi Sad), Marcel Heberlein (Baskets Konstanz), Roderick Trice (vereinslos), Tommy Mason-Griffin (Sioux Falls Skyforce), Dan Fitzgerald (SMA Baskets Massagno)
Abgänge: Darko Jukic (Aabyhoj), Jerome Bridgewater (Ziel unbekannt), John Bryant (Bakersfield Jam), Kevin Kanaskie (Ziel unbekannt), Kevin Martin (Vitoria SC), Austen Rowland (ESSM Le Portel), Christian Burns (Ferro-ZNTU Zaporozhye), Walt Baxley (12/2010 Karhu), Christian Grosse (01/2011; Karriereende), Mike Taylor (04/2011)
Das Aufgebot der Saison 2009/10 war durch viele Abgänge und Neuzugänge geprägt. Vor allem muss an dieser Stelle Jeff Gibbs erwähnt sein, der in der Mannschaft und bei den Fans als der Superstar galt, allerdings durch den geringen Etat von ratiopharm Ulm kein passendes Angebot für die kommenden Spielzeiten erhalten hatte. Dasselbe Schicksal hatten die meisten anderen Spieler gewählt, die alle einen Vertrag bis zum Ende der letzten Saison hatten.
| Nr. | Nat.               | Name               | Position                                | Geburt | Größe  | Gewicht | letzter Verein             |
| --- | ------------------ | ------------------ | --------------------------------------- | ------ | ------ | ------- | -------------------------- |
|     |                    |                    | Guards (Point Guard, Shooting Guard)    |        |        |         |                            |
| 6   | Deutschland        | Per Günther        | Point Guard                             | 1988   | 184 cm | 80 kg   | Phoenix Hagen              |
| 8   | Deutschland        | Philipp Vojkovic   | Point Guard                             | 1990   | 185 cm | 75 kg   | Basketballakademie Ulm     |
| 11  | Danemark           | Darko Jukic        | Point Guard                             | 1990   | 199 cm | 85 kg   | Kopenhagen Falcons         |
| 25  | Deutschland        | Christian Grosse   | Point Guard                             | 1984   | 181 cm | 72 kg   | SOBA Dragons Rhöndorf      |
| 31  | Vereinigte Staaten | Austen Rowland     | Point Guard                             | 1981   | 185 cm | 86 kg   | LTi Giessen 46ers          |
|     | Vereinigte Staaten | Kevin Kanaskie     | Point Guard                             | 1986   | 192 cm | 95 kg   | Middle Tennessee State     |
| 10  | Vereinigte Staaten | Roderick Trice     | Shooting Guard                          | 1984   | 191 cm | 82 kg   | MEG Göttingen              |
| 20  | Deutschland        | Jerome Bridgewater | Shooting Guard                          | 1989   | 193 cm | 91 kg   | BSG Ludwigsburg            |
| 22  | Vereinigte Staaten | Lee Humphrey       | Shooting Guard                          | 1984   | 188 cm | 87 kg   | Energa Czarni              |
|     |                    |                    | Forwards (Small Forward, Power Forward) |        |        |         |                            |
| 7   | Deutschland        | Sebastian Betz     | Small Forward                           | 1985   | 197 cm | 92 kg   | TSV Tröster Breitengüßbach |
| 9   | Deutschland        | Nemanja Kekic      | Small Forward                           | 1990   | 197 cm | 115 kg  | DJK Sportbund München      |
| 21  | Deutschland        | Robin Benzing      | Small Forward                           | 1989   | 208 cm | 95 kg   | TV 1862 Langen             |
| 23  | Vereinigte Staaten | Christian C. Burns | Power Forward                           | 1985   | 203 cm | 109 kg  | FC Porto Ferpinta          |
|     |                    |                    | Center (Center)                         |        |        |         |                            |
| 12  | Vereinigte Staaten | Coleman Collins    | Center                                  | 1986   | 206 cm | 108 kg  | Fort Wayne                 |
| 14  | Vereinigte Staaten | John Bryant        | Center                                  | 1982   | 201 cm | 110 kg  | Newcastle                  |
| 15  | Deutschland        | Andreas Wenzl      | Center                                  | 1993   | 207 cm | 100 kg  | Basketballakademie Ulm     |
| 16  | Deutschland        | Michael Wenzl      | Center                                  | 1991   | 209 cm | 110 kg  | Basketballakademie Ulm     |
| 34  | Vereinigte Staaten | Kevin Martin       | Center                                  | 1983   | 208 cm | 130 kg  | Atomeromu Se Paks          |

Trainerstab:
| Nat.               | Name             | Position        |
| ------------------ | ---------------- | --------------- |
| Vereinigte Staaten | Mike Taylor      | Headcoach       |
| Vereinigte Staaten | Olatunde Adekola | Assistant Coach |
| Deutschland        | Rainer Bauer     | Assistant Coach |

Zugänge: Kevin Kanaskie (Tennessee State University), Philip Vojkovic (eigene Jugend), Darko Jukic (Kopenhagen), Roderick Trice (MEG Göttingen), Coleman Collins (Fort Wayne), John Bryant (Newcastle), Andreas Wenzl (eigene Jugend), Michael Wenzl (eigene Jugend), Jerome Bridgewater (BSG Ludwigsburg), Robin Benzing (TV Langen), Christian Burns (Porto)
Abgänge: Emeka Erege (BBC Bayreuth), Michael Schröder (BBC Bayreuth), Jeff Gibbs (Eisbären Bremerhaven), Alexander Heide (Brose Baskets Bamberg), Dru Joyce (Czarni Słupsk), Romeo Travis (Walter Tigers Tübingen), Cedric van Düring (Ziel unbekannt), Sean Finn (Politekhnika Lviv), Daniel Fitzgerald (SAM Massagno), Keith Triplett (Ziel unbekannt), Patrick Scherer (Ziel unbekannt)
| Nr. | Nat.               | Name              | Position                                | Geburt | Größe  | Gewicht | letzter Verein             |
| --- | ------------------ | ----------------- | --------------------------------------- | ------ | ------ | ------- | -------------------------- |
|     |                    |                   | Guards (Point Guard, Shooting Guard)    |        |        |         |                            |
| 5   | Deutschland        | Patrick Scherer   | Point Guard                             | 1991   | 1,93 m | 80 kg   | SSV Ulm                    |
| 6   | Deutschland        | Per Günther       | Point Guard                             | 1988   | 1,84 m | 80 kg   | Phoenix Hagen              |
| 12  | Vereinigte Staaten | Dru Joyce         | Point Guard                             | 1985   | 1,82 m | 78 kg   | University of Akron        |
| 8   | Vereinigte Staaten | Keith Triplett    | Shooting Guard                          | 1980   | 1,91 m | 90 kg   | University of Akron        |
| 22  | Vereinigte Staaten | Lee Humphrey      | Shooting Guard                          | 1984   | 1,88 m | 87 kg   | Energa Czarni              |
|     |                    |                   | Forwards (Small Forward, Power Forward) |        |        |         |                            |
| 4   | Schweiz            | Cedric von Düring | Small Forward                           | 1990   | 1,90 m | 85 kg   | Bonn/Rhöndorf              |
| 7   | Deutschland        | Sebastian Betz    | Small Forward                           | 1985   | 1,97 m | 95 kg   | TSV Tröster Breitengüßbach |
| 9   | Deutschland        | Nemanja Kekic     | Small Forward                           | 1990   | 1,95 m | 100 kg  | DJK Sportbund München      |
| 10  | Deutschland        | Emeka Erege       | Small Forward                           | 1978   | 1,96 m | 95 kg   | Bourg                      |
| 24  | Vereinigte Staaten | Romeo Travis      | Small Forward                           | 1984   | 2,01 m | 100 kg  | University of Akron        |
| 15  | Deutschland        | Alexander Heide   | Power Forward                           | 1991   | 2,04 m | 97 kg   | Basketballakademie Ulm     |
| 25  | Vereinigte Staaten | Daniel Fitzgerald | Power Forward                           | 1984   | 2,06 m | 105 kg  | University of Marquette    |
| 34  | Vereinigte Staaten | Jeff Gibbs        | Power Forward                           | 1980   | 1,88 m | 110 kg  | TSG Ehingen                |
|     |                    |                   | Center (Center)                         |        |        |         |                            |
| 14  | Deutschland        | Michael Schröder  | Center                                  | 1984   | 2,08 m | 120 kg  | ratiopharm Ulm             |
| 54  | Vereinigte Staaten | Sean Finn         | Center                                  | 1982   | 2,12 m | 120 kg  | Beykoz                     |

Trainerstab:
| Nat.               | Name         | Position        |
| ------------------ | ------------ | --------------- |
| Vereinigte Staaten | Mike Taylor  | Headcoach       |
| Deutschland        | Rainer Bauer | Assistant Coach |

Zugänge: Per Günther (Phoenix Hagen), Keith Triplett (CSU Sibiu), Michael Schröder (BG 74 Göttingen), Lee Humphrey (Florida Gators), Cedric von Düring (SOBA Dragons Rhöndorf), Nemanja Kekic (DJK Sportbund München), Dan Fitzgerald (Marquette Athletics), Patrick Scherer
Abgänge: Konrad Wysocki (Frankfurt Skyliners), Bryan Lucas (BSC Raiffeisen Panthers Fürstenfeld), EJ Gallup, Kyle Bailey (BG 74 Göttingen), Florian Möbius (BC Weissenhorn / Profikarrieende), Jan Sprünken (UBC Münster)

## Trainer (seit 1990)
| Amtszeit        | Trainer                        |
| --------------- | ------------------------------ |
| 1990–1996       | Brad Dean                      |
| 1996–1997       | Charles Barton                 |
| 1997–1999       | Peter Krüsmann                 |
| 01/1999–10/1999 | Petar Jurić                    |
| 10/1999–12/1999 | Scott Fields                   |
| 12/1999–11/2000 | Charles Brigham                |
| 11/2000–02/2001 | Jarvis Walker (Spielertrainer) |
| 02/2001         | Richard Lien                   |
| 03/2001–06/2001 | Tom Ludwig                     |
| 2001–2003       | Rainer Bauer                   |
| 2003–2011       | Mike Taylor                    |
| 2011–2019       | Thorsten Leibenath             |
| 2019–2022       | Jaka Lakovič                   |
| 2022–2024       | Anton Gavel                    |
| seit 2024       | Ty Harrelson                   |

## Bestmarken vergangener Spielzeiten
Als „(Wert)“ steht der jeweilige Durchschnitt pro Spiel.
| Saison    | Punkte                        | Rebounds                      | Assists                   | Ballgewinne                 | Blocks                       |
| --------- | ----------------------------- | ----------------------------- | ------------------------- | --------------------------- | ---------------------------- |
| 1998/1999 | Adrian Autry 504 (17,4)       | Tim Nees 234 (8,4)            | Adrian Autry 116 (4,0)    | Adrian Autry 65 (2,2)       | Dirk Lommerse 17 (0,6)       |
| 1999/2000 | Abdul Shamsid-Deen 457 (17,6) | Abdul Shamsid-Deen 279 (10,7) | Štefan Svitek 64 (2,6)    | Abdul Shamsid-Deen 25 (1,0) | Abdul Shamsid-Deen 19 (0,7)  |
| 2000/2001 | Jeff Kent / 395 (12,0)        | Jeff Kent / 212 (6,4)         | Darnell Hoskins 98 (7,0)  | Jeff Kent / 43 (1,3)        | Norman Froemel / 21 (0,6)    |
| 2002–2005 | 2. Basketball-Bundesliga      | 2. Basketball-Bundesliga      | 2. Basketball-Bundesliga  | 2. Basketball-Bundesliga    | 2. Basketball-Bundesliga     |
| 2006/2007 | Jeff Gibbs 512 (15,1)         | Jeff Gibbs 326 (9,6)          | Austen Rowland 203 (6,0)  | Austen Rowland 69 (2,0)     | Jeff Gibbs 26 (0,8)          |
| 2007/2008 | Jeff Gibbs 479 (14,1)         | Jeff Gibbs 319 (9,4)          | Dru Joyce 150 (4,4)       | Jeff Gibbs 43 (1,3)         | Jeff Gibbs 30 (0,9)          |
| 2008/2009 | Jeff Gibbs 490 (13,2)         | Jeff Gibbs 385 (10,4)         | Dru Joyce 153 (4,5)       | Keith Triplett 47 (1,4)     | Jeff Gibbs 26 (0,7)          |
| 2009/2010 | Christian Burns 502 (14,8)    | Christian Burns 213 (6,3)     | Per Günther 86 (2,5)      | Roderick Trice 78 (2,4)     | John Bryant 32 (0,9)         |
| 2010/2011 | John Bryant 498 (14,7)        | John Bryant 370 (10,9)        | Per Günther 110 (3,2)     | Roderick Trice 29 (1,2)     | John Bryant 52 (1,5)         |
| 2011/2012 | Isaiah Swann 646 (15,8)       | John Bryant 395 (9,4)         | Per Günther 125 (3,0)     | Roderick Trice 38 (1,3)     | John Bryant 54 (1,3)         |
| 2012/2013 | John Bryant 656 (15,6)        | John Bryant 424 (10,1)        | Per Günther 141 (3,5)     | Philipp Schwethelm 34 (0,8) | John Bryant 58 (1,4)         |
| 2013/2014 | Per Günther 417 (11,0)        | Daniel Theis 211 (6,2)        | Per Günther 171 (4,5)     | Will Clyburn 29 (0,8)       | Daniel Theis 45 (1,3)        |
| 2014/2015 | Will Clyburn 534 (13,0)       | Will Clyburn 297 (7,2)        | Per Günther 176 (4,8)     | Will Clyburn 48 (1,2)       | Tim Ohlbrecht 46 (1,2)       |
| 2015/2016 | Raymar Morgan 698 (15,5)      | Raymar Morgan 305 (6,8)       | Per Günther 231 (5,1)     | Pierria Henry 50 (1,6)      | Augustine Rubit 29 (0,7)     |
| 2016/2017 | Raymar Morgan 745 (17,7)      | Raymar Morgan 283 (6,7)       | Braydon Hobbs 221 (5,4)   | Braydon Hobbs 52 (1,3)      | Augustine Rubit 21 (0,6)     |
| 2017/2018 | Isaac Fotu 466 (14,1)         | Isaac Fotu 165 (5,0)          | Per Günther 114 (3,5)     | Ismet Akpinar 27 (0,8)      | Isaac Fotu 13 (0,4)          |
| 2018/2019 | Dwayne Evans 513 (14,3)       | Dwayne Evans 229 (6,4)        | Patrick Miller 144 (4,5)  | Javonte Green 81 (2,3)      | Dwayne Evans 17 (0,5)        |
| 2019/2020 | Zoran Dragić 299 (19,9)       | Derek Willis 147 (5,3)        | Killian Hayes / 106 (5,3) | Killian Hayes / 27 (1,4)    | Derek Willis 18 (0,6)        |
| 2020/2021 | Troy Caupain 583 (13,9)       | Dylan Osetkowski / 226 (5,7)  | Troy Caupain 201 (4,8)    | Dylan Osetkowski / 46 (1,2) | Aric Holman 34 (0,9)         |
| 2021/2022 | Jaron Blossomgame 582 (15,7)  | Jaron Blossomgame 202 (5,5)   | Semaj Christon 216 (5,8)  | Semaj Christon 41 (1,1)     | Sindarius Thornwell 22 (0,8) |
| 2022/2023 | Yago dos Santos 677 (15,0)    | Joshua Hawley 220 (5,0)       | Yago dos Santos 257 (5,7) | Joshua Hawley 67 (1,5)      | Bruno Caboclo 57 (1,9)       |
| 2023/2024 | Trevion Williams 536 (14,1)   | Trevion Williams 324 (8,5)    | Juan Núñez 163 (4,7)      | L.J. Figueroa / 57 (1,5)    | Trevion Williams 18 (0,5)    |